# Masato Morishige
Masato Morishige (森重 真人, Morishige Masato, Hiroshima, 21 mei 1987) is een Japans voetballer die als verdediger speelt bij FC Tokyo.

## Clubcarrière
Morishige speelde tussen 2006 en 2009 voor Oita Trinita. Hij tekende in 2010 bij FC Tokyo.

## Statistieken
| Japans voetbalelftal | Japans voetbalelftal | Japans voetbalelftal |
| Jaar                 | Wed.                 | Dlp.                 |
| -------------------- | -------------------- | -------------------- |
| 2013                 | 6                    | 0                    |
| 2014                 | 11                   | 1                    |
| 2015                 | 12                   | 1                    |
| 2016                 | 10                   | 0                    |
| 2017                 | 2                    | 0                    |
| Totaal               | 41                   | 2                    |